# Herb Czukockiego Okręgu Autonomicznego

Herb Czukockiego Okręgu Autonomicznego.

Herb Czukockiego Okręgu Autonomicznego (ros: Герб Чукотского автономного округа) – oficjalny symbol Czukockiego Okręgu Autonomicznego ustanowiony 27 listopada 2000 roku.

## Opis
Tarcza herbowa koloru fioletowego. Główną figurą jest niedźwiedź polarny koloru białego umieszczony na symbolicznym przedstawieniu terytorium okręgu koloru żółtego. Centrum administracyjne okręgu – miasto Anadyr – oznaczone za pomocą ośmioramiennej gwiazdy koloru czerwonego. Przedstawienie terytorium znajduje się na niebieskim kole przedzielonym czerwonym okręgiem i obramowanym ornamentem z białych płomieni.
Użycie herbu reguluje Prawo Czukockiego Okręgu Autonomicznego № 51-OZ "O Herbie Czukockiego Okręgu Autonomicznego" (ze zmianami od 29 czerwca 2001 r., 15 grudnia 2006 r., 24 listopada 2008 r.).